# Soehrensia camarguensis
Soehrensia camarguensis ist eine Pflanzenart aus der Gattung Soehrensia in der Familie der Kakteengewächse (Cactaceae). Das Artepitheton camarguensis verweist auf das Vorkommen der Art bei Camargo.

## Beschreibung
Soehrensia camarguensis wächst strauchig mit säulenförmigen, zylindrischen und hellgrünen Trieben, die häufig aus mehreren gebogenen, aufsteigenden Zweigen bestehen und bis zu 50 Zentimeter hoch werden. Es sind elf bis 15 sehr niedrige Rippen vorhanden. Die aus den Areolen entspringenden nadeligen Dornen sind gelb bis gräulich. Die zwei bis drei (selten bis fünf) Mitteldornen weisen eine Länge von bis zu 5 Zentimeter auf. Die zwölf bis 13 ausstrahlenden Randdorne sind bis zu 3 Zentimeter lang.
Die trichterförmigen, weißen Blüten öffnen sich in der Nacht. Sie werden 18 bis 20 Zentimeter lang. Die kugelförmigen bis eiförmigen Früchte weisen Durchmesser von bis zu 2 Zentimeter auf.

## Verbreitung, Systematik und Gefährdung
Soehrensia camarguensis ist in den bolivianischen Departamentos Chuquisaca, Potosí und Tarija in Höhenlagen von 2700 Metern verbreitet.
Die Erstbeschreibung als Trichocereus camarguensis durch Martín Cárdenas wurde 1953 veröffentlicht. Boris O. Schlumpberger stellte die Art 2012 in die Gattung Soehrensia. Ein weiteres nomenklatorisches Synonym ist Echinopsis camarguensis (Cárdenas) H.Friedrich & G.D.Rowley (1974).
In der Roten Liste gefährdeter Arten der IUCN wird die Art als „Least Concern (LC)“, d. h. als nicht gefährdet geführt.

## Nachweise